# Sauromalus hispidus
Sauromalus hispidus (лат.) — вид ящериц из рода чаквелл. Эндемик мексиканского острова Анхель-де-ла-Гуарда в Калифорнийском заливе, перевезённый, однако, аборигенами сери на другие острова поблизости для использования в качестве пищи. В результате ящерицы оказались ещё на десятке островов Калифорнийского залива.

## Описание
Это вторая по размеру чаквелла в мире, длина тела которой достигает 44 см, а общая длина животного — 64 см, вес составляет до 1,4 кг. Она является примером островного гигантизма.

## Поведение и размножение
Ящерицы не представляют угрозы для человека. От опасности они предпочитают спасаться бегством. Потревоженные, Sauromalus hispidus надувают лёгкие, «изламывают» тело и забиваются в скальные расщелины. Самцы сезонно проявляют территориальное поведение. Место в иерархии при этом зависит от размера особи: более крупные ящерицы доминируют над относительно мелкими.
Откладывают от 5 до 16 яиц. Могут прожить 25 и более лет.